# Rudolph Arthur Marcus

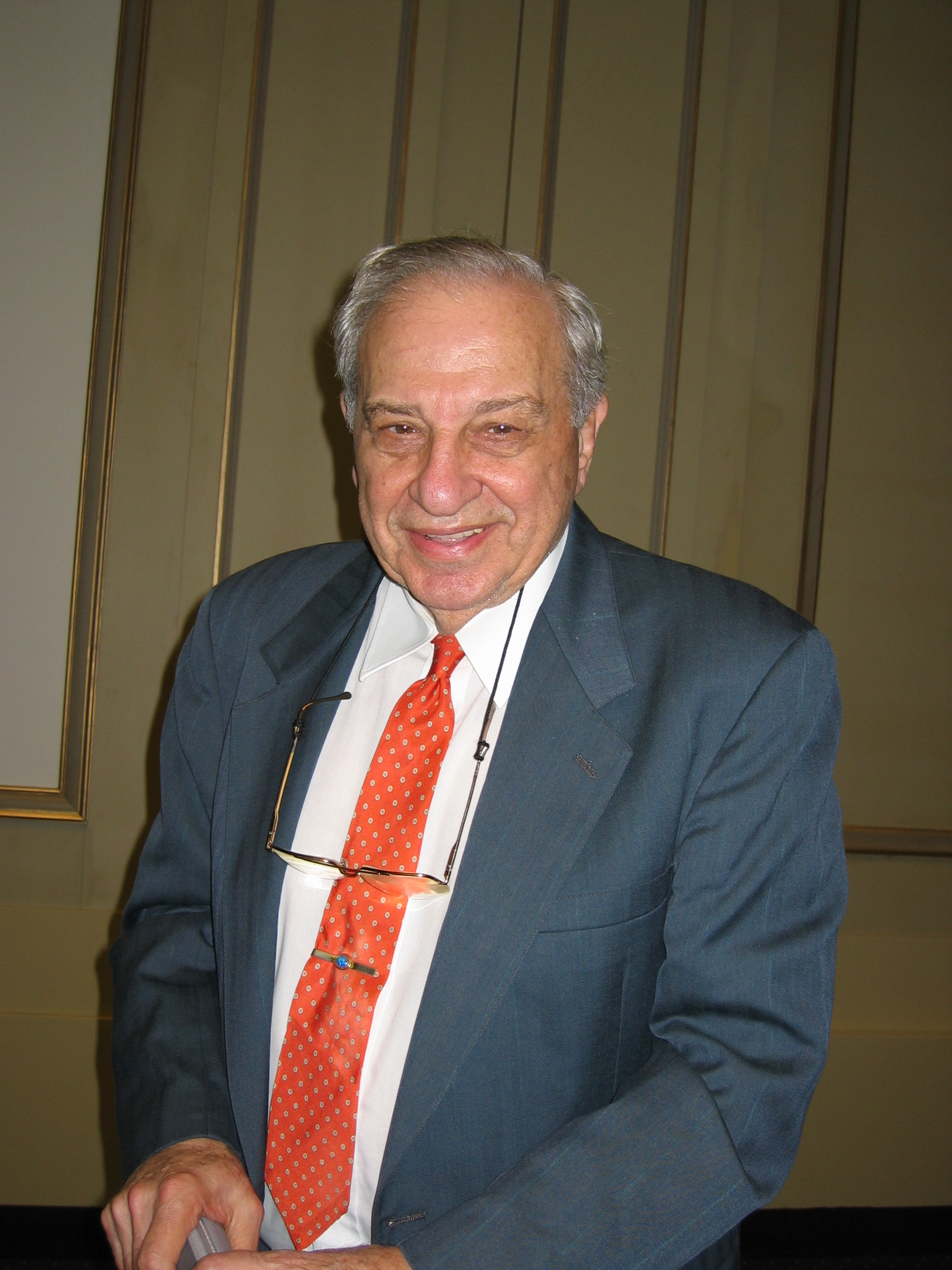
Rudolph A. Marcus (2005)

Rudolph Arthur Marcus (* 21. Juli 1923 in Montréal, Kanada) ist ein US-amerikanischer Chemiker. Er erhielt 1992 den Nobelpreis für Chemie für seine Beiträge zur Theorie der Elektronenüberführung in chemischen Systemen, die heute als Marcus-Theorie bekannt ist.

## Biographie
Rudolph Arthur Marcus wurde in Montreal in Kanada geboren und studierte dort an der McGill University, wo er 1943 seinen Bachelor-Abschluss erhielt und 1946 bei Carl A. Winkler mit der Arbeit Studies on the conversion of PHX to AcAn promovierte. 1949 bis 1951 war er Forschungsassistent an der University of North Carolina. 1951 wurde er Assistant Professor, 1954 Associate Professor und danach Professor am  Polytechnic Institute in Brooklyn. 1960/61 war er außerdem Mitglied des Courant Institute. 1964 bis 1978 war er Professor an der University of Illinois at Urbana-Champaign und 1978 wurde er Professor am California Institute of Technology in Pasadena (Arthur Amos Noyes Professor).
1962 bis 1964 war er Gastwissenschaftler am Brookhaven National Laboratory. 1975 bis 1976 war er Professorial Fellow am University College in Oxford und 1972/73 Fulbright Hayes Senior Scholar. In den 1960ern war er Mitglied der Gordon Research Conference (1968/69 als Vorsitzender des Leitungsrats, Board of Trustees). 1996 war er Linett Gastprofessor in Cambridge.
1949 heiratete er Laura Hearne, mit der er drei Söhne hat. Er ist US-amerikanischer Staatsbürger.

## Ehrungen und Mitgliedschaften
Neben dem Nobelpreis für Chemie (1992) erhielt Marcus 1976 einen Humboldt-Forschungspreis, 1978 den Irving Langmuir Award, 1982 die Robinson Medal der Faraday Division der Royal Society of Chemistry, 1984 den Wolf-Preis, 1988 die Centenary Medal sowie den Peter Debye Award und den Willard Gibbs Award, 1989 die National Medal of Science, 1990 die Theodore William Richards Medal der Northeastern Section der American Chemical Society, 1991 den Ira Remsen Memorial Award und 1993 den Joseph O. Hirschfelder Prize. 1994 erhielt er die Lavoisier-Medaille der französischen chemischen Gesellschaft und 1998 die Wilhelm-Jost-Gedächtnismedaille.
1960 bis 1963 war er Sloan Research Fellow. Er wurde u. a. in die National Academy of Sciences (1970), die American Academy of Arts and Sciences (1973), die Royal Society (1987) und die American Philosophical Society (1990) gewählt. 1991 wurde er Ehren-Fellow der Royal Society of Chemistry und 1993 Fellow der Royal Society of Canada.
Er ist mehrfacher Ehrendoktor (University of Chicago, Universität Göteborg, McGill University, Queen’s University, University of New Brunswick, Oxford, University of North Carolina, Polytechnic Institute of Brooklyn, University of Illinois at Urbana-Champaign, Yokohama National University, Universität Valencia, Technion, Northwestern University, University of Waterloo, Nanyang Technological University in Singapur, Universität Hyderabad in Indien, University of Calgary, University von Santiago in Chile).

## Werk
Rudolph A. Marcus arbeitete von 1956 bis 1965 vor allem an der Übertragung von Elektronen zwischen zwei Molekülzuständen, die sich in einem polaren oder polarisierbaren Lösungsmittel befinden. Mit Hilfe einfacher mathematischer Gleichungen konnte er diesen Prozess erklären und beschreiben (Marcus-Theorie). Ein wesentliches Ergebnis war die Erkenntnis, dass sich die hochdimensionale Potentialfläche des Systems, die aufgrund der Vielzahl an Lösungsmittelmolekülen und ihren Freiheitsgraden entsteht, durch ein parabelförmiges Potential (ähnlich dem harmonischen Oszillator) entlang einer Kollektivkoordinate q beschreiben lässt. Die Grundannahme dieses Ansatzes ist, dass sich die Verzerrung des Lösungsmittels durch die Ladungsverschiebung mit dem Aufziehen einer Feder gleichsetzen lässt. Obwohl denkbar einfach, hat sich dieses Modell für eine Vielzahl von Systemen bewährt. Durch leichte Modifikationen konnte sogar der Ladungstransfer an Grenzflächen beschrieben werden, der beispielsweise für elektrolytische Reaktionen eine große Rolle spielt.
Er ist auch einer der Urheber der nach ihm und anderen benannten RRKM-Theorie.